# Josselin Ouanna
Josselin Ouanna (født 14. april 1986 i Tours, Frankrig) er en fransk tennisspiller, der blev professionel i 2004. Han har, pr. maj 2009, endnu ikke vundet nogen ATP-turneringer.
Ouanna er 193 cm. høj og vejer 90 kilo.